# Alejandra Jurado
Alejandra Jurado Molina (Ciudad de México, 9 de octubre de 1965) es una actriz y profesora de actuación mexicana. Ha participado en obras de teatro, telenovelas, series. También ha participado en lecturas y recitales.

## Carrera
Hija de la gran Aurora Molina y hermana del actor Sergio Jurado.
Egresada de la Facultad de Filosofía y Letras de la UNAM, sus profesores fueron Héctor Mendoza, José Luis Ibáñez, Soledad Ruiz, Héctor Gómez, Manuel Montoro. En su carrera, ha participado en telenovelas y series como Clase 406, La rosa de Guadalupe, Juro que te amo y Mujer, casos de la vida real. En el teatro, ha actuado en la dirección de Rosenda Monteros, José Solé, Horacio Almada y Lorenzo de Rodas. Algunas lecturas y recitales que ha hecho son Poetas en el exilio español y El delito de ser mujer, actuando junto a actores como Aurora Molina, Ofelia Guilmáin, Lilia Aragón, Germán Robles, entre otros. Actualmente es maestra de narración oral en el Centro de Educación Artística de Televisa (CEA).

## Filmografía

### Televisión
- Las hijas de la señora García (2024-2025) - Amparo
- Nadie como tú (2023) - Lázara[1]
- Mi secreto (2022) - Juana de Bernal
- Diseñando tu amor (2021) - Madre Superiora[2]
- Vencer el miedo (2020) - Martina[3]
- Soltero con hijas (2019-2020) - Monja
- Sin tu mirada (2017-2018) - Ramona López
- Mujeres de negro (2016) - Directora
- Corazón que miente (2016) - Amalia González de Valdivia
- La vecina (2015-2016) - Fulvia de Aguilera
- La rosa de Guadalupe (2015) - Maestra Martha (episodio: un modelo de amor)
- Mi corazón es tuyo (2014-2015) - Margarita Contreras de González
- Libre para amarte (2013) - Eduviges
- Teresa (2010-2011) - Dra. Graciela Limón
- Zacatillo, un lugar en tu corazón (2010) - Enriqueta
- Locas de amor (2009)
- Juro que te amo (2008-2009) - Chona
- La rosa de Guadalupe (2008) - Diana
- Lola, érase una vez (2007-2008) - Cándida Ortiz
- Sueños y caramelos (2005)
- Mujer, casos de la vida real (2001-2005)
- Amar otra vez (2004) - Rebeca
- De pocas, pocas pulgas (2003)
- Clase 406 (2002-2003) - Matilde Rodríguez
- Las vías del amor (2002-2003) - Adelaida
- Sin pecado concebido (2001) - Minerva
- Amor gitano (1999)
- Mi pequeña traviesa (1997-1998) - Lucía
- Luz Clarita (1996) - Paz
- Sentimientos ajenos (1996) - Amalia
- Cadenas de amargura (1991) - Irene

### Teatro
- Ultramar
- Entre bobos anda el juego
- Amor es más laberinto
- Electra
- La dama de las camelias
- Sueño de una noche de verano
- Made in México

### Otros
- El delito de ser mujer
- Poetas en el exilio español
- Leo luego existo
- A Leer Coahuila

## Premios y nominaciones
- Premio como mejor actriz en el concurso nacional de Teatro Griego